# Yoliátl
Yoliátl är en ort i Mexiko.   Den ligger i kommunen Villa de Ramos och delstaten San Luis Potosí, i den centrala delen av landet, 500 km nordväst om huvudstaden Mexico City. Yoliátl ligger 2 062 meter över havet och antalet invånare är 443.
Terrängen runt Yoliátl är en högslätt. Runt Yoliátl är det glesbefolkat, med 15 invånare per kvadratkilometer. Yoliátl är det största samhället i trakten. Omgivningarna runt Yoliátl är i huvudsak ett öppet busklandskap.